# KEduca
KEduca — редактор тестів, що входить до пакету освітніх програм KDE Edutainment Project. Поширються згідно з GNU General Public License.
Проходження тестів відбувається в самій KEduca. Питання тестів можуть мати кілька варіантів відповідей і супроводжуватися пояснювальними ілюстраціями. Час відповіді на тест можна обмежувати.
Сторінка проекту KEduca на SourceForge.net не оновлются, останню версію програми можна отримати з офіційної сторінки KEduca.